# 通州 (辽朝)
通州，辽朝时设置州。
保宁七年（975年），以黄龙府叛人燕颇馀党千馀户置龙州，约今吉林省四平市，一说为今四平市一面城。开泰九年（1020年），改龙州为通州，为安远军，节度州。下辖通远县、安远县、归仁县、渔谷县。金朝废。